# PEC in het seizoen 1911/12
Het seizoen 1911/1912 was het 2e jaar in het bestaan van de Zwolse voetbalclub PEC. De club kwam uit in de Tweede Klasse Oost B.

## Wedstrijdstatistieken

### Tweede Klasse B
| O.D.O.                                                  |                                   |               |                    |
|                                                         | PEC                               | 3 – 4 (1 – 2) | O.D.O.             |
| 12 november 1911 Plaats: Zwolle Het Bleekien            | (pen)                             |               | Sprenger Lubberts  |
|                                                         | O.D.O.                            | 1 – 0 (0 – 0) | PEC                |
| 11 februari 1912 Plaats: Arnhem Sportpark O.D.O.        | Stern                             |               |                    |
| V.V.O.                                                  |                                   |               |                    |
|                                                         | PEC                               | 2 – 3 (2 – 3) | V.V.O.             |
| 1 oktober 1911 Plaats: Zwolle Het Bleekien              | Blom Liebrecht                    |               |                    |
|                                                         | V.V.O.                            | 3 – 1 (? – ?) | PEC                |
| 19 november 1911 Plaats: Velp Sportpark De Pinkenberg   |                                   |               |                    |
| N.E.C.                                                  |                                   |               |                    |
|                                                         | PEC                               | 0 – 1 (0 – 0) | N.E.C.             |
| 3 december 1911 Plaats: Zwolle Het Bleekien             |                                   |               |                    |
|                                                         | N.E.C.                            | 2 – 1 (? – ?) | PEC                |
| 15 oktober 1911 Plaats: Nijmegen Sportpark Hazenkamp    |                                   |               |                    |
| Robur et Velocitas                                      |                                   |               |                    |
|                                                         | PEC                               | 2 – 3 (0 – 2) | Robur et Velocitas |
| 5 november 1911 Plaats: Zwolle Het Bleekien             | 75'                               |               |                    |
|                                                         | Robur et Velocitas                | 5 – 1 (0 – 1) | PEC                |
| 18 februari 1912 Plaats: Apeldoorn Sportpark Kerschoten | Ament de Jong Koster Feith (e.d.) |               |                    |
| H.V.C.                                                  |                                   |               |                    |
|                                                         | PEC                               | 3 – 1 (2 – 0) | H.V.C.             |
| 17 december 1911 Plaats: Zwolle Het Bleekien            |                                   |               | 60'                |
|                                                         | H.V.C.                            | 4 – 1 (1 – 0) | PEC                |
| 29 oktober 1911 Plaats: Amersfoort Sportpark HVC        |                                   |               |                    |
| AFC Quick 1890                                          |                                   |               |                    |
|                                                         | PEC                               | 3 – 1 (2 – 1) | AFC Quick 1890     |
| 26 november 1911 Plaats: Zwolle Het Bleekien            | 30'                               |               | 3' Bruijn          |
|                                                         | AFC Quick 1890                    | 9 – 0 (? – 0) | PEC                |
| 8 oktober 1911 Plaats: Amersfoort Sportpark Quick       |                                   |               |                    |
| Velox                                                   |                                   |               |                    |
|                                                         | PEC                               | 1 – 4 (1 – 2) | Velox              |
| 22 oktober 1911 Plaats: Zwolle Het Bleekien             |                                   |               | 75'                |
|                                                         | Velox                             | 0 – 3 (0 – ?) | PEC                |
| 10 december 1911 Plaats: Wageningen Sportpark Velox     |                                   |               |                    |

## Statistieken PEC 1911/1912

### Eindstand PEC in de Nederlandse Tweede Klasse 1911 / 1912
| Stand | Gespeeld | Gewonnen | Gelijk | Verloren | Punten | Doelpunten voor | Doelpunten tegen |
| ----- | -------- | -------- | ------ | -------- | ------ | --------------- | ---------------- |
| 7e    | 14       | 3        | 0      | 11       | 6      | 21              | 41               |

### Punten per tegenstander
|       | O.D.O. | V.V.O. | N.E.C. | Robur et Velocitas | H.V.C. | A.F.C. Quick | Velox |
| ----- | ------ | ------ | ------ | ------------------ | ------ | ------------ | ----- |
| Thuis | 0      | 0      | 0      | 0                  | 2      | 2            | 0     |
| Uit   | 0      | 0      | 0      | 0                  | 0      | 0            | 2     |

### Doelpunten per tegenstander
|       | O.D.O. | V.V.O. | N.E.C. | Robur et Velocitas | H.V.C. | A.F.C. Quick | Velox | Totaal |
| ----- | ------ | ------ | ------ | ------------------ | ------ | ------------ | ----- | ------ |
| Thuis | 3      | 2      | 0      | 2                  | 3      | 3            | 1     | 14     |
| Uit   | 0      | 1      | 1      | 1                  | 1      | 0            | 3     | 7      |
|       |        |        |        |                    |        |              |       | 21     |